# Jane Peters
Jane Peters   (Adelaida, 1963) és una violinista australiana.

## Biografia
Infància i inicis
Peters va néixer l'any 1963, a Adelaida, Austràlia. El pare de Peters és metge de capçalera retirat i la seva mare va estudiar botànica.
Carrera
Va debutar als deu anys amb el Concert de Mendelssohn i la Introducció i Rondo Capriccioso de Camille Saint-Saëns. Dos anys més tard, va guanyar el primer premi al concurs "Australian Showcase". Jane Peters va fer una gira per Europa durant quatre mesos i va tocar amb lOrquestra de Monte-Carlo el Concert de Mendelssohn i el Concert doble de Bach, on Henryk Szeryng i Ivry Gitlis són successivament els seus companys. També va fer una aparició notable al programa televisiu Le Grand Échiquier de Jacques Chancel. El 1986 va guanyar el tercer premi i el del públic al Concurs Internacional Txaikovski de Moscou.
París
Jane Peters es va establir a París. Dirigeix una carrera internacional i actua en nombrosos festivals: Marlboro (Estats Units d'Amèrica), IMS Prussia Cove (Cornwall), Cheltenham, Huddersfield i Spittalsfield (Anglaterra), Barossa (Austràlia) Saintes (França) fa un recital de música francesa al costat d'Alain Planès). El 1992 també va presentar una sèrie de concerts dedicats a les obres de Xenakis (Scala de Milà, Òpera de Sydney, Festival dautomne de París).

## Premis i consagració
El 1994 va guanyar el premi internacional "Pro Musicis". Gràcies a aquest premi, cada vegada toca més en llocs prestigiosos (a París, Roma, Hong-Kong, Boston, Los Angeles, etc.) i, de vegades, encarrega obres a compositors, com va fer notablement amb la seva compatriota Elena Katz Chernin. El juny de 2005, també va crear el poema elegíac per a violí solista La Plainte d'Orphée del compositor normand Christophe Queval, que també està dedicat a ella.
També el 1994 va ser convidada entre els membres del jurat del concurs Txaikovski. El 1996, Jane Peters va debutar a Nova York al Weil Hall del Carnegie Hall. Va actuar amb Byron Janis al Lincoln Center de Nova York per beneficiar la Fundació Pro Musicis. Des del 1996 representa a Austràlia com a ambaixadora de les arts.
L'octubre de 1999 va interpretar el Concert de Schumann amb Philippe Herreweghe i el Koninklijk Filharmonisch a Anvers. En els darrers anys ha interpretat els concerts de Felix Mendelssohn i Philip Glass a Austràlia i el Concert per a violí Txaikovski, Tzigane de Ravel i la Segona Rapsòdia de Bart amb la BBC Wales Orchestra.
El 2000 i el 2002 va interpretar els dos concerts de Prokófiev, un amb lOrquestra de Picardia dirigida per Pierre Bartholomée, l'altra amb la Melbourne Symphony dirigida per Paavo Järvi. El 2003 va actuar al recital al Wigmore Hall de Londres.
Des del gener de 1999, és violí principal fora de la categoria de lOrquestra de l'Opéra de Rouen, dirigida per Luciano Acocella que va succeir a Oswald Sallaberger, sent Oswald Sallaberger el director fundador de l'orquestra. Amb l'Orquestra de l'Òpera de Rouen, Jane Petersa va tocar com a solista els concerts per a violí de Brahms, Sibelius, Mendelssohn, Bach, Bério, Mozart, Saint-Saëns, Adams i per acabar Korngold.

## Discografia
- Jane Peters va gravar un CD amb Abeille Musique, dedicat a obres per a violí i piano de Robert i Clara Schumann, en companyia de Julius Drake.
- Va rebre el Diapason d'Or pel seu enregistrament de les obres de Xenakis (Mode Records a Nova York).
- El 1998 també va gravar un disc en viu del concert de Txaikovski en una gira europea amb l'Orquestra de la Joventut d'Austràlia dirigida per Cristoph Eschenbach.
- Jane Peters també va gravar un doble CD amb els solistes de l'òpera de Rouen Alta Normandia, que contenia obres de Gabriel Fauré, Camille Saint-Saêns, Maurice Ravel Claude Debussy i Albert Roussel.
- CD de les quatre estacions de Vivaldi.
- Concert número 5 de Brandenburg en companyia de Jean-Christophe Falala (flauta travessera) i Kenneth Weiss (clavecí).